# Catherine Harton
 (octobre 2013).
Si vous disposez d'ouvrages ou d'articles de référence ou si vous connaissez des sites web de qualité traitant du thème abordé ici, merci de compléter l'article en donnant les références utiles à sa vérifiabilité et en les liant à la section « Notes et références ».
Catherine Harton est une autrice québécoise et une artiste visuelle née à Montréal en 1983.
Elle a publié trois recueils de poésie : Petite Fille brochée au ciel (2008), Monomanies (2010) et Francis Bacon apôtre (2012). En 2015 elle fait paraître un recueil de nouvelles, Traité des peaux.
Elle a été finaliste pour les prix Émile-Nelligan,, Estuaire Bistrot-Leméac et  Alain-Grandbois pour Francis Bacon apôtre. Elle est  récipiendaire du prix Félix-Antoine-Savard 2013 . Le recueil de nouvelles Traité des peaux a été finaliste au Prix des cinq continents de la Francophonie ainsi qu'au Prix du Gouverneur général du Canada.
Elle fait partie d'un collectif d'artistes qui se nomme Mois de mai.

## Critiques
- Hugues Corriveau, « Poésie: autour d’un Francis Bacon dénudé » (lire en ligne), Le Devoir, 5 janvier 2013